# Anatolische talen
De Anatolische talen vormen samen een van de sub-groepen van de Indo-Europese taalfamilie.
De oudste bekende Anatolische woorden zijn aangetroffen op kleitabletten uit ca. 1900-1800 v.Chr. uit de Assyrische handelskolonies in Midden-Turkije. Hiermee is het Anatolisch de oudst overgeleverde tak van het Indo-Europees. De belangrijkste vertegenwoordigers van de Anatolische taalgroep zijn het Hettitisch en het Luwisch.
De Anatolische talen worden gewoonlijk gezien als de eerste afsplitsing van het Proto-Indo-Europees, van een taalfase die Indo-Hettitisch of Middel-PIE wordt genoemd. Volgens de populaire Koerganhypothese zou deze afsplitsing rond 3500 v.Chr. hebben plaatsgevonden, en zouden de sprekers van Proto-Anatolisch vervolgens via de Kaukasus of de Balkan Anatolië zijn binnengetrokken. De concurrerende, maar minder aanvaarde Anatolische hypothese plaatst de afsplitsing eerder, rond 6500 v.Chr. Volgens deze hypothese zou Pre-Proto-Indo-Europees in Anatolië zijn gesproken tot rond 6500 v.Chr. een deel van de sprekers naar de Balkan emigreerde. Uit de taal van de achterblijvers ontwikkelden zich dan de Anatolische talen.
Na de veroveringen van Alexander de Grote werd Anatolië sterk gehelleniseerd. De inheemse talen werden verdrongen door het Grieks, en raakten vermoedelijk rond de eerste eeuw v.Chr. uitgestorven.
In het tweede millennium v.Chr. worden de volgende talen in Klein-Azië (Midden-Turkije) aangetroffen:
- Hettitisch
- Luwisch
- Palaisch

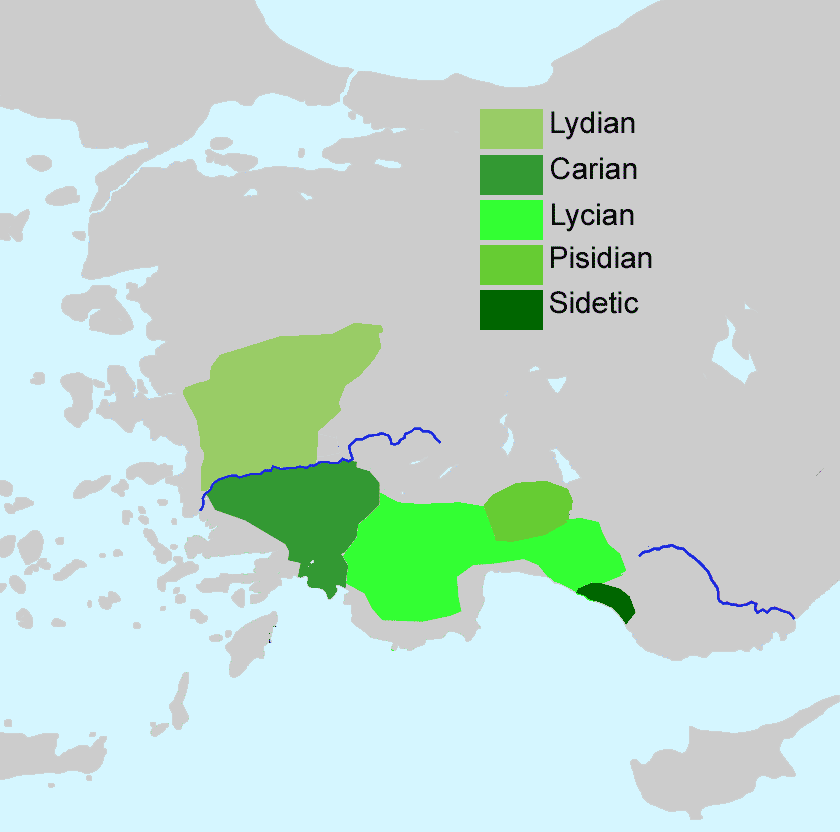
De Anatolische talen in Zuidwest-Klein-Azië

Na de val van het Hettitische rijk rond 1200 v.Chr. verdwijnt het Hettitisch als geschreven taal (het Palaisch is al rond 1300 v.Chr. uitgestorven). Het Luwisch daarentegen blijft geschreven worden tot aan de 7e eeuw v.Chr.
De volgende Anatolische talen worden in Klein-Azië aangetroffen in de 6e – 1e eeuw v.Chr.:
- Karisch (Karië, ten westen van Lycië)
- Lycisch (Lycië in Zuidwest-Klein-Azië)
- Lydisch (Lydië in West-Klein-Azië)
- Milyaans (Lycië in Zuidwest-Klein-Azië)
- Pisidisch (Pisidië, ten oosten van Lydië)
- Sidetisch (in en rondom de stad Side in Pamphylië)

Andere talen die mogelijk tot de Anatolische taalfamilie behoren zijn de talen van Lycaonië en Isaurië, waarin geen teksten gevonden zijn, en Mysisch en Pamphylisch, waarvan te weinig bekend is om vast te stellen of ze inderdaad tot de Anatolische talen behoren.

## Stamboom
De hier weergegeven stamboom is afkomstig van Linguist List. Andere bronnen kunnen een andere indeling geven. De taalfasen van Hettitisch die tussen haakjes worden weergegeven hebben een eigen ISO 639-3 code.
Anatolische talen
- Hettitisch (Oud-Hettitisch, Hettitisch, Middel-Hettitisch, Neo-Hettitisch)
- West-Anatolisch
  - Lydisch
  - Palaisch
  - Luwisch
    - Karisch
    - Pisidisch
    - Sidetisch
    - Proto-Lycisch
      - Lycisch
      - Milyaans

    - Proto-Luwisch
      - Spijkerschrift-Luwisch/West-Luwisch
      - Hiërogliefisch Luwisch/Oost-Luwisch/Laat-Luwisch (geschreven in Anatolische hiërogliefen)

Hettitisch · Karisch · Lycisch · Lydisch · Luwisch · Milyaans · Palaïsch · Pisidisch · Sidetisch